# Hysterocrates hercules
Hysterocrates hercules là một loài nhện trong họ Theraphosidae.
Loài này thuộc chi Hysterocrates. Hysterocrates hercules được Mary Agard Pocock miêu tả năm 1899.

## Hình ảnh

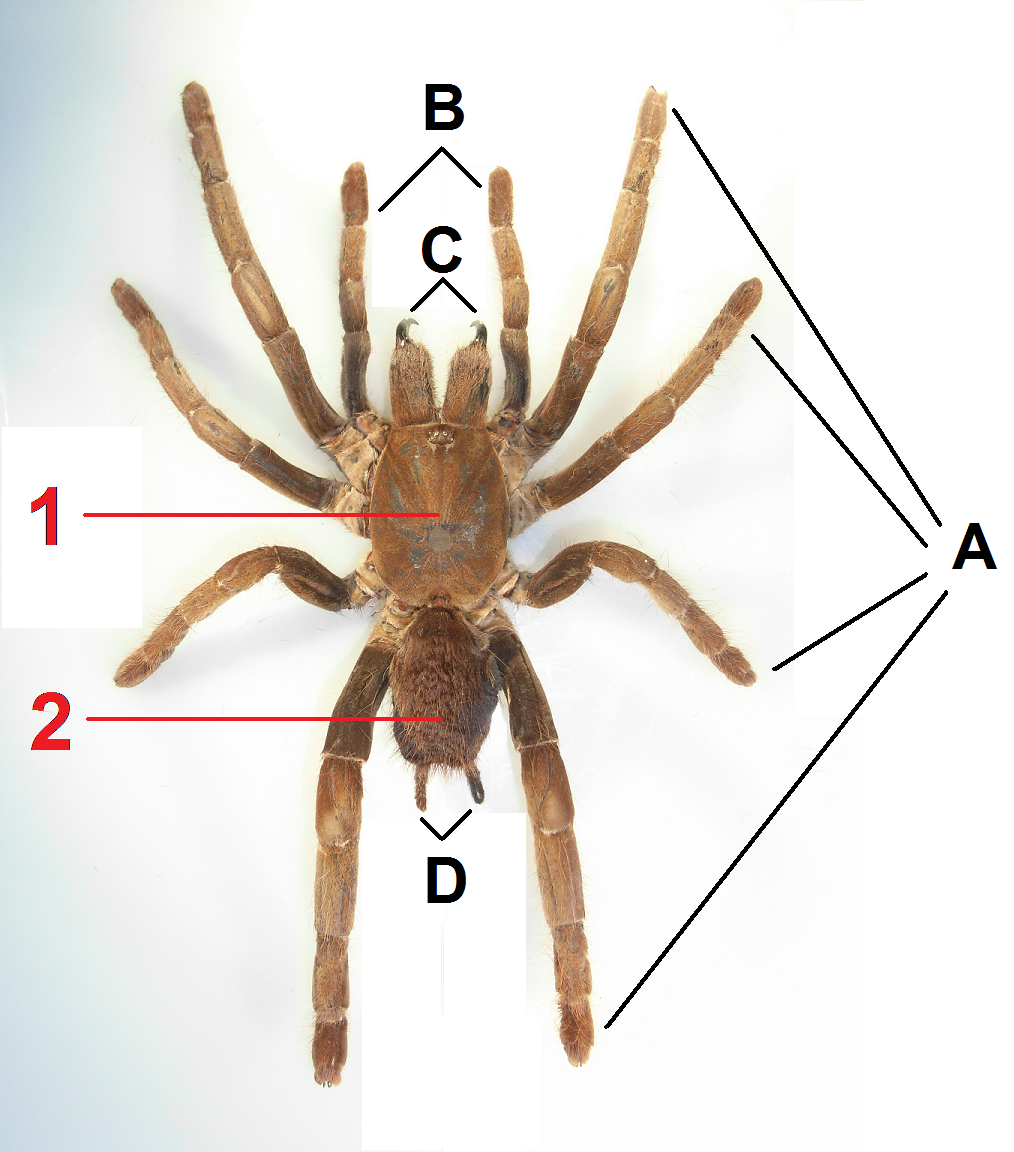